# تپه کهنه قلعه شهرآباد
تپه کهنه قلعه شهرآباد مربوط به هزاره ۱- دوران‌های تاریخی پس از اسلام است و در شهرستان مانه و سملقان، روستای شهرآباد کرد واقع شده و این اثر در تاریخ ۳ بهمن ۱۳۵۶ با شمارهٔ ثبت ۱۵۹۰ به‌عنوان یکی از آثار ملی ایران به ثبت رسیده است.